# 日之丸街宣女子
『日之丸街宣女子』（ひのまるがいせんおとめ）は、原作：岡田壱花、作画：富田安紀子による日本の漫画作品。

## 概要
『マンガ 嫌韓流』の流れをくむ韓国との政治問題を扱った嫌韓漫画作品。第1巻発売時に、政治家の有田芳生がTwitter上で「悪質な差別煽動コミック」と批判をし、それをきっかけに売上が急激に伸びてAmazon.co.jpランキング上位になったと作画の富田安紀子は主張している。
『ジャパニズム』（青林堂）19に『街宣! 街宣!』のタイトルで掲載され、20より『日之丸街宣女子』の連載が開始。第3巻の出版以降も連載は続いていたが、2019年4月10日発売の同誌48にて最終話『さよならとこれから』を掲載して打ち切りになり、第4巻が未発売である。

## あらすじ
第1巻
政治に興味のない普通の女子中学生だった奏は、幼馴染の創に忘れ物を届けるために新大久保に行くと嫌韓デモに巻き込まれてしまう。
第2巻
慰安婦像が建設されたカリフォルニア州グレンデール市の問題を扱う。
第3巻
京都朝鮮学校公園占用抗議事件をモデルにした問題を扱う。

## 登場人物
朔川 奏（さかがわ かなで）
主人公。中学3年生。
土基 創（つちもと そう）
奏の幼馴染でクラスメイト。

## 書誌情報
- 原作：岡田壱花、作画：富田安紀子『日之丸街宣女子』青林堂、既刊3巻（2018年2月10日現在）
  1. 2015年5月15日発売、ISBN 978-4792605216
  2. 2016年9月10日発売[3]、ISBN 978-4792605636
  3. 2018年2月10日発売[4]、ISBN 978-4792606152
- 関連書籍
  - 日本が好きでなぜ悪い! - 拝啓、『日之丸街宣女子』から思いを込めて 富田安紀子 2015年12月9日発売 ワニブックスPLUS新書 ISBN 978-4847065675